# Gold-und-Silber-Chrysantheme
Die Gold-und-Silber-Chrysantheme (Chrysanthemum pacificum) ist eine Pflanzenart aus der Gattung Chrysanthemen (Chrysanthemum) innerhalb der Familie der Korbblütler (Asteraceae). Sie ist ein Endemit der japanischen Insel Honshu. Sie wird als Zierpflanze verwendet.

## Beschreibung

### Vegetative Merkmale
Die Gold-und-Silber-Chrysantheme ist eine ausdauernde krautige Pflanze oder ein Zwergstrauch und erreicht Wuchshöhen von 10 bis 45 Zentimetern. Sie ist immergrün und bildet unterirdische Ausläufer.
Die wechselständig angeordneten Laubblätter haben einen eiförmigen Umriss, sind ungefähr 5 Zentimeter lang, verschmälern sich keilig in den Stiel, weisen an beiden Seiten meist zwei (ein bis drei) grobe, abgerundete Kerbzähne auf und sind oberseits glänzend grün, unterseits und am Rand silbern behaart. 

### Generative Merkmale
In einem breit verzweigten, schirmrispigen Gesamtblütenstand stehen (fünf bis) meist 15 bis 25 kugelige Blütenkörbchen mit vielen Einzelblüten. Zungenblüten (Strahlblüten) sind nicht vorhanden. Die Röhrenblüten (Scheibenblüten) sind gelb.
Die Blütezeit reicht von (September) Oktober bis November.

## Vorkommen
Die Gold-und-Silber-Chrysantheme kommt nur auf der japanischen Insel Honshu in Küstennähe vor.

## Taxonomie
Die Erstbeschreibung von Chrysanthemum pacificum erfolgte 1928 durch Takenoshin Nakai in Botanical Magazine, Tokyo, Band 42, Seite 462. Synonyme für Chrysanthemum pacificum Nakai sind: Dendranthema pacificum (Nakai) Kitam., Ajania pacifica (Nakai) K.Bremer & Humphries. 

## Nutzung
Die Gold-und-Silber-Chrysantheme wird zerstreut als Zierpflanze in Staudenbeeten, Balkonkästen und Kübeln, sowie als Schnittblume genutzt. Sie ist vermutlich seit 1990 in Kultur.

## Belege
- Chrysanthemum pacificum im Germplasm Resources Information Network (GRIN), USDA, ARS, National Genetic Resources Program. National Germplasm Resources Laboratory, Beltsville, Maryland. Abgerufen am 22. Februar 2018. (Abschnitte Taxonomie und Verbreitung)
- Eckehardt J. Jäger, Friedrich Ebel, Peter Hanelt, Gerd K. Müller (Hrsg.): Rothmaler Exkursionsflora von Deutschland. Band 5: Krautige Zier- und Nutzpflanzen. Spektrum, Akademischer Verlag, Heidelberg 2008, ISBN 978-3-8274-0918-8.